# Arcidae
Los árcidos (Arcidae) son una familia de moluscos bivalvos del orden Arcoida. Existen cerca de 200 especies y variadas formas y tamaños. La cubierta externa de esta familia actúa de camuflaje, escondiéndose en su entorno. Las conchas lucen como piedras en el fondo. Sus cuerpos son usados comúnmente como cebo y también en gastronomía del Caribe.
Son fácilmente reconocibles por su distintiva forma de barco, y por su músculo claro en su interior. Vienen en blanco, pardo, o sombreados, tienden a ser blancos dentro con algo de oscuro (e.g. púrpura). 

## Géneros
- Acar  Gray, 1857
- Anadara Gray, 1847
- Arca Linnaeus, 1758
- Barbatia Gray, 1847
- Bathyarca Kobelt, 1891
- Bentharca Verrill and Bush, 1898
- Noetia
- Samacar Iredale, 1936
- Scapharca
- Senilia
- Trisidos